# Liste der Kreisstraßen in Mannheim
Die Liste der Kreisstraßen in Mannheim ist eine Auflistung der Kreisstraßen im baden-württembergischen Stadtkreis Mannheim.

## Abkürzungen
- K: Kreisstraße
- L: Landesstraße

## Liste
Die Kreisstraßen behalten die ihnen zugewiesene Nummer nicht bei einem Wechsel in einen anderen Stadt- oder Landkreis. Nicht vorhandene bzw. nicht nachgewiesene Kreisstraßen werden in Kursivdruck gekennzeichnet, ebenso Straßen und Straßenabschnitte, die unabhängig vom Grund (Herabstufung zu einer Gemeindestraße oder Höherstufung) keine Kreisstraßen mehr sind.
Der Straßenverlauf wird in der Regel von Nord nach Süd und von West nach Ost angegeben.
| Nr.    | Verlauf |
| ------ | --- |
| K 9750 | (K 2 im Landkreis Bergstraße, Hessen) – Landesgrenze – Straßenheimer Weg – Ortsstraße – Straßenheimer Straße – Stadtgrenze – (K 4136 im Rhein-Neckar-Kreis)                                                                                         |
| K 9751 | (K 4 im Landkreis Bergstraße, Hessen) – Landesgrenze – Birkenauer Straße – Magdeburger Straße – – Magdeburger Straße – Siebenbürger Straße – L 597 – Siebenbürger Straße (– Abzweig zur K 4137 im Rhein-Neckar-Kreis) – Siebenbürger Straße – L 538 |
| K 9753 | L 597 – Wingertsbuckel – Am Aubuckel – |
| K 9754 | (K 3 im Landkreis Bergstraße, Hessen) – Landesgrenze – Alter Frankfurter Weg – Viernheimer Weg – Braunschweiger Allee – Sonderburger Straße – /L 597                                                                                                |
| K 9755 | (K 4138 im Rhein-Neckar-Kreis) – Stadtgrenze – Hauptstraße – L 637 |
| K 9756 | L 637 – Schwabenstraße – L 597 – Schwabenstraße – Stadtgrenze – (K 4139 im Rhein-Neckar-Kreis) |
| K 9757 | K 9759 – Fred-Joachim-Schoeps-Straße – Stadtgrenze – (K 4140 im Rhein-Neckar-Kreis) |
| K 9758 | – Schweitzinger Landstraße – Edinger Riedweg – Rohrhofer Straße – Stadtgrenze – (K 4143 im Rhein-Neckar-Kreis) – Stadtgrenze – Mannheimer Landstraße – Stadtgrenze – (K 4143 im Rhein-Neckar-Kreis)                                                 |
| K 9759 | L 597 – Vogesenstraße – K 9757 – Neckarhauser Straße – Stadtgrenze – (K 4239 im Rhein-Neckar-Kreis) |